# Conrad Krebs
Conrad Peter Julius Krebs (2. juli 1809 i København – 13. november 1880 smst.) var en dansk titulær professor, rektor og skoleleder.
Krebs blev student i 1826 fra Horsens lærde Skole og cand.mag. fra Københavns Universitet i 1834. Samme år blev han inspektør ved Metropolitanskolen og timelærer samme sted i 1837. Han blev adjunkt i 1846, overlærer i 1858 og rektor i 1867. I 1872 oprettede han en såkaldt forberedelsesskole til Metropolitanskolen, der eksisterer i dag under navnet Krebs' Skole. Han blev udnævnt til Ridder af Dannebrog 1867 og titulær professor i 1877.
Han er begravet på Assistens Kirkegård.